# Trybunał inkwizycji w Mondovì
Trybunał inkwizycji w Mondovì – sąd inkwizycyjny, mający swą siedzibę w Mondovì (Księstwo Sabaudii-Piemontu), istniejący w latach 1571–1800 (z krótką przerwą w 1799). Był kierowany przez dominikanów. Wchodził w skład struktur inkwizycji rzymskiej.

## Historia
Mondovì w średniowieczu należało do diecezji Asti. Dopiero w 1388 stało się siedzibą odrębnej diecezji, obejmującej południową część Piemontu. Region ten od XIII wieku zasiedlany był przez heretyckich waldensów. Kościół katolicki starał się zwalczać heretyków za pomocą dominikańskiej inkwizycji. Na początku XIV wieku głównym ośrodkiem inkwizycji w Piemoncie było Asti, jednak w ciągu następnych lat liczba inkwizytorów wzrosła z jednego do dwóch (okresowo być może nawet trzech) i w konsekwencji uformowały się dwa okręgi inkwizytorskie: Asti wraz z Turynem i Savigliano, przy czym diecezja Mondovì podlegała inkwizytorom Savigliano.
Początki autonomii okręgu Mondovì w strukturach inkwizycji sięgają roku 1474. Ówczesny inkwizytor Savigliano Aimone Taparelli miał już 76 lat i rzadko opuszczał swoją siedzibę w konwencie Savigliano, stąd generał zakonu dominikanów Leonardo Mansueti uznał, że konieczne jest wsparcie go w obowiązkach i mianował innego dominikanina, Biagio Berrę wiceinkwizytorem (inquisitor substitutus) Taparelliego dla diecezji Mondovì. Kilka lat później, w 1483, w związku z zamierzonym nasileniem represji wobec waldensów, legat papieski kardynał Domenico della Rovere i generał dominikanów Salvo Cassetta uczynili Biagio Berrę pełnoprawnym inkwizytorem Mondovì, niezależnym od trybunału z Savigliano, aczkolwiek on sam rezydował nie w konwencie dominikańskim w Mondovì, lecz w filii tego konwentu w niewielkiej miejscowości Peveragno.
Dalsza kariera inkwizytorska Biagio Berry była bardzo burzliwa. W 1487 odmówił on wzięcia udziału w krucjacie przeciwko waldensom, skutkiem czego został czasowo zawieszony w obowiązkach inkwizytora (1487–1489). W 1495 z nieznanych powodów został odwołany z funkcji i Mondovì ponownie podporządkowano inkwizytorowi Savigliano, ale w 1498 z równie nieznanych powodów zarządzenia te odwołano i ostatecznie Berra pozostał inkwizytorem Mondovì aż do śmierci ok. 1513. Następnie Mondovì powróciło w granice okręgu trybunału z Savigliano.
W 1542 papież Paweł III utworzył w Rzymie Kongregację Rzymskiej i Powszechnej Inkwizycji, będącą organem Kurii Rzymskiej, której zadaniem było kierowanie i koordynowanie działalnością inkwizycyjną przeciwko reformacji. We wrześniu 1551 Kongregacja ustanowiła w Mondovì swoich komisarzy, którzy mieli wspierać działalność przeciw heretykom. Zostali nimi miejscowy archidiakon Costantino Vasco, wikariusz diecezjalny Bartolomeo Grassi oraz dominikanin Vincenzo da Castelnuovo.
W 1560 biskupem Mondovì został sam wielki inkwizytor, kardynał Ghislieri, który kilka lat później został papieżem Piusem V (1566–1572). Jego następcą w 1566 został Vincenzo Lauro, który w latach 1568–1573 i 1580–1585 pełnił jednocześnie funkcję nuncjusza apostolskiego w Sabaudii. Za pontyfikatów tych dwóch biskupów (1560–1587) główną rolę w zwalczaniu deliktów przeciw wierze w diecezji Mondovì odgrywał trybunał biskupi, podczas gdy rola inkwizytorów miała charakter drugorzędny i pomocniczy.
W 1571 zmarł ostatni inkwizytor Savigliano Cristoforo Galliani. Po jego śmierci trybunał ten rozwiązano. Obszar należący do diecezji turyńskiej (w tym sam konwent w Savigliano) podporządkowano inkwizycji z Turynu, natomiast dla diecezji Mondovì utworzono osobny trybunał. Pierwszym inkwizytorem rezydującym w Mondovì był Alessandro Longo, którego siedzibą stał się najpierw konwent S. Domenico, a w 1573 przeniósł ją na stałe do innego konwentu dominikańskiego S. Giovanni Carassone.
Pod koniec XVII wieku książę Sabaudii i Piemontu Wiktor Amadeusz II (panował 1675–1730) popadł w konflikt ze Stolicą Apostolską. W ramach tego konfliktu książę począwszy od roku 1698 zaczął wetować nominacje inkwizytorskie dokonywane przez Kongregację Świętego Oficjum dla trybunałów położonych w jego księstwie. Ostatnim pełnoprawnym inkwizytorem Mondovì okazał się być Tommaso Giacinto Bernardi (1694–1717). Wskutek polityki Wiktora Amadeusza II doszło do trwałych wakatów na stanowiskach inkwizytorskich większości piemonckich trybunałów. Ich działalnością kierowali odtąd wikariusze generalni, a nie pełnoprawni inkwizytorzy, co obniżyło ich rangę. W tej postaci kontynuowały one swoją działalność aż do inwazji rewolucyjnej Francji na Włochy pod koniec XVIII wieku.
Trybunał inkwizycyjny w Mondovì został zniesiony po raz pierwszy 28 stycznia 1799 przez marionetkowy rząd tymczasowy, utworzony przez wojska francuskie po zajęciu Piemontu kilka tygodni wcześniej. Niedługo potem jednak, w maju 1799, Francuzi zostali wyparci przez Austriaków i Rosjan, którzy przywrócili władzę króla Karola Emanuela IV. 28 lipca 1799 rząd monarchiczny wydał dekret o przywróceniu inkwizycji. Restauracja monarchii trwała jednak krótko. Niespełna rok później Francuzi ponownie zajęli Piemont i utworzona przez nich Rada Piemontu (Consulta del Piemonte) dekretem z dnia 23 lipca 1800 roku definitywnie zlikwidowała miejscowe trybunały, w tym także trybunał w Mondovì.

## Organizacja
Trybunał inkwizycji w Mondovì po roku 1573 miał swoją siedzibę w miejscowym konwencie dominikańskim S. Giovanni Carassone. Na jego czele stał dominikański inkwizytor (po roku 1717 wikariusz generalny. W przeciwieństwie do większości włoskich trybunałów, zakonnicy pełniący funkcję inkwizytorów Mondovì należeli do konwentualnego wikariatu św. Piotra Męczennika, a nie do zreformowanej (obserwanckiej) Prowincji Obojga Lombardii.
Od końca XVI wieku inkwizytorowi podlegali wikariusze rejonowi, wywodzący się spośród lokalnego duchowieństwa (niekoniecznie zakonnego), którzy byli odpowiedzialni za nadzór nad sprawami wiary na prowincji. Okręg Mondovì podzielony był na dziesięć wikariatów rejonowych:
- Benevagienna,
- Boves,
- Cuneo,
- Chiusa Pesio,
- Carrù,
- Frabosa,
- Robilante,
- Rocca de' Baldi,
- Trinità Vico,
- Villanova Mondovì.

W wewnętrznej hierarchii dominikańskich trybunałów inkwizycyjnych trybunał w Mondovì zaliczany był do najniższej, trzeciej klasy.

## Lista inkwizytorów (od 1571)
- Alessandro Longo OP (1571–1607)
- Tiberio Pernigotti OP (1607–1625?)
- Benedetto Marabotti da Torino OP (1625–1630)
- Alessandro Travaglio OP (1630–1647)
- Gaspare Mainardi OP (1648–1659)
- Carlo Camillo dei Re da Asti OP (1660–1670)
- Vincenzo Maria Ferrero da Mondovì OP (1670–1684)
- Girolamo Maria Fasiani da Garessio OP (1684–1688)
- Alessandro Saletta OP (1688–1694)
- Tommaso Giacinto Bernardi OP (1694–1717)
- Wakat (1717-1800):
  - Giovanni Domenico Prina OP, wikariusz generalny (1716-po 1729),
  - Tommaso Maria Fasiani OP, wikariusz generalny (przed 1743–ok. 1750);
  - Vincenzo Giacinto Lurghi OP, wikariusz generalny (ok. 1750-1755);
  - Giuseppe Enrico Cordero, wikariusz generalny (ok. 1755–po 1781);
  - Vincenzo Gazzero, wikariusz generalny (przed 1786–1800?)